# Paramonacanthus otisensis
Paramonacanthus otisensis är en fiskart som beskrevs av Gilbert Percy Whitley 1931. Paramonacanthus otisensis ingår i släktet Paramonacanthus och familjen filfiskar. Inga underarter finns listade i Catalogue of Life.